# USS LST-137
O USS LST-137 foi um navio de guerra norte-americano da classe LST que operou durante a Segunda Guerra Mundial.